# Jürgen Roelandts
Jürgen Roelandts (Asse, Berchem-Sainte-Agathe, Bélgica, 2 de julio de 1985) es un ciclista belga.
Debutó como profesional en 2004 con el conjunto Jong Vlaanderen 2016 y se retiró en 2020 debido a problemas físicos que le impedían rendir al máximo nivel.
Sus principales victorias como profesional son el título de campeón de Bélgica en Ruta, la etapa del Tour de Polonia y la tercera etapa del Circuito Franco-Belga, todas ellas conseguidas en 2008. En este año realizó hasta 47 top-10.

## Palmarés
2004
- 1 etapa del Tour de Namur

2006
- 1 etapa del Tour de Normandía
- 1 etapa del Tour de Loir-et-Cher
- 1 etapa del Tour de Brabant-flamand

2007
- París-Tours sub-23

2008
- Campeonato de Bélgica en Ruta
- 1 etapa del Tour de Polonia
- 1 etapa del Circuito Franco-Belga

2012
- 1 etapa del Tour de Luxemburgo
- Circuito Franco-Belga, más 1 etapa

2013
- 1 etapa del Tour del Mediterráneo

2015
- 2.º en el Campeonato de Bélgica en Ruta
- Gran Premio Jean-Pierre Monseré

2018
- 1 etapa de la Vuelta a la Comunidad Valenciana

## Resultados en Grandes Vueltas y Campeonatos del Mundo
| Carrera         | Carrera         | 2008 | 2009  | 2010  | 2011 | 2012  | 2013  | 2014  | 2015 | 2016  | 2017  | 2018  | 2019 | 2020 |
| --------------- | --------------- | ---- | ----- | ----- | ---- | ----- | ----- | ----- | ---- | ----- | ----- | ----- | ---- | ---- |
|                 | Giro de Italia  | —    | —     | —     | —    | —     | —     | —     | —    | Ab.   | —     | 124.º | —    | —    |
|                 | Tour de Francia | —    | —     | 120.º | 85.º | 104.º | 160.º | 111.º | —    | 126.º | 136.º | —     | —    | —    |
|                 | Vuelta a España | —    | 119.º | —     | —    | —     | —     | —     | —    | —     | —     | —     | —    | —    |
| Mundial en Ruta | Mundial en Ruta | —    | —     | Ab.   | 5.º  | 35.º  | —     | —     | —    | 14.º  | —     | —     | —    | —    |

—: no participa
Ab.: abandono

## Equipos
- Jong Vlaanderen (2004-2007)
  - Jong Vlaanderen 2016 (2004)
  - Bodysol-Win for Life-Jong Vlaanderen (2005-2006)
  - Davitamon-Win for Life-Jong Vlaanderen (2007)
- Lotto (2008-2017)
  - Silence-Lotto (2008-2009)
  - Omega Pharma-Lotto (2010-2011)
  - Lotto Belisol Team (2012)
  - Lotto Belisol (2013-2014)
  - Lotto-Soudal (2015-2017)
- BMC Racing Team (2018)
- Movistar Team[2] (2019-2020)